# Feenberg-Medaille
Die Eugene Feenberg Memorial Medal (auch Feenberg Award) ist ein nach Eugene Feenberg benannter Preis für quantenmechanische Vielteilchentheorie. Er wird auf der International Conference on recent progress in Many Body Theory von einem internationalen Beratungsgremium der Konferenz seit 1983 verliehen.

## Preisträger
- 1985: David Pines
- 1987: John W. Clark
- 1989: Malvin H. Kalos
- 1991: Walter Kohn
- 1994: David M. Ceperley
- 1997: Lew Petrowitsch Pitajewski
- 1999: Anthony James Leggett
- 2001: Philippe Nozières
- 2004: Spartak Beljajew, Lew Gorkow
- 2005: Raymond Bishop, Hermann Kümmel
- 2007: Stefano Fantoni, Eckhard Krotscheck
- 2009: John Dirk Walecka
- 2011: Gordon Baym, Leonid Keldysch
- 2013: Patrick A. Lee, Douglas Scalapino
- 2015: Christopher Pethick
- 2017: Jordi Boronat
- 2019: Steven R. White
- 2022: Antoine Georges, Gabriel Kotliar, Dieter Vollhardt
- 2024: Eduardo H. Fradkin, Alexei Tsvelik